# Alberto Granado
Alberto Granado (8 tháng 8 năm 1922 – 5 tháng 3 năm 2011) là một nhà khoa học, nhà văn, bác sĩ và nhà hóa sinh người Cuba gốc Argentina. Ông từng là bạn thời trẻ và bạn đường của nhà cách mạng Che Guevara trong chuyến đi của hai người năm 1952 vòng quanh Mỹ Latinh rồi sau đó thành lập trường Y Santiago tại Cuba. Ông là tác giả cuốn hồi ký Traveling with Che Guevara: The Making of a Revolutionary, nguồn tham khảo cho bộ phim năm 2004 The Motorcycle Diaries kể về Che Guevara.